# Fezile Dabi
Fezile Dabi (officieel Fezile Dabi District Municipality) is een district in Zuid-Afrika.
Fezile Dabi ligt in de provincie Vrijstaat en telt 488.036 inwoners.

## Gemeenten in het district[4]
- Mafube
- Metsimaholo
- Moqhaka
- Ngwathe